# (466608) 2014 US209
(466608) 2014 US209 es un asteroide perteneciente al cinturón de asteroides, descubierto el 27 de octubre de 2008 por el equipo Spacewatch desde el Observatorio Nacional de Kitt Peak (Arizona, Estados Unidos).